# Trouble pragmatique du langage
« SSP (syndrome sémantique pragmatique) » redirige ici. Pour les autres significations, voir SSP.
Le trouble pragmatique du langage est une forme de dysphasie, décrite et individualisée en 1983 sous le nom de syndrome sémantique pragmatique ou SSP en abrégé. Elle se manifeste par des difficultés d'organisation de la communication verbale. En raison de critiques à cause de confusions avec les troubles envahissants du développement, ce diagnostic médical ambigu a été abandonné dans les classifications nosologiques internationales en 1999. Laurent Mottron, notamment, estime que le diagnostic de SSP était souvent posé au détriment de celui du syndrome d'Asperger. Le SSP a été rapproché des dysphasies, et de la dysharmonie psychotique.
En 2013, le « trouble pragmatique du langage » (TPL), inspiré du SSP, est individualisé dans le DSM-5. Un diagnostic de TPL ne peut être posé seul que si le diagnostic de troubles du spectre de l'autisme (TSA) est exclu. Le TPL est considéré comme fréquemment associé aux TSA.

## Histoire
Le trouble pragmatique du langage a d'abord été défini en 1983 par Isabelle Rapin et Doris A. Allen,, qui le considèrent comme un syndrome et le nomment « syndrome sémantique pragmatique ». D'après le psychiatre cognitiviste Laurent Mottron, ce diagnostic a été souvent posé par des orthophonistes et des neurologues qui n'utilisent pas le Manuel diagnostique et statistique des troubles mentaux dans leur pratique clinique, mais il a cessé d'être utilisé à la fin des années 1990 au Québec. En 1999, le syndrome sémantique pragmatique a en effet été rejeté par l'association américaine de psychiatrie, mais également par celle de pédiatrie et celle de neurologie. En 2009, deux chercheurs français, la linguiste Laurence Beaud et le psychologue Clément de Guibert, plaident pour un rapprochement entre syndrome sémantique pragmatique, autisme, dysphasies et dysharmonie psychotique.
Une catégorie nosologique inspirée du syndrome sémantique pragmatique, le trouble pragmatique du langage (TPL, en anglais pragmatic language impairment), est créée dans le DSM-5 en 2013. Le diagnostic de TLP ne peut être posé seul que si le diagnostic de troubles du spectre de l'autisme (TSA) est exclu. Par ailleurs, le TLP est considéré comme pouvant fréquemment se manifester chez les personnes avec TSA.

## Définition
Le trouble pragmatique du langage se manifeste par un trouble de la parole chez les enfants, ceux-ci rencontrant des difficultés pour organiser leur communication, et utilisant « un jargon avec des néologismes et des écholalies ». En France, il est classé parmi les dysphasies.
D'après Laurent Mottron, le tableau clinique du syndrome sémantique pragmatique, dans son ancienne définition, recouvrait totalement celui des troubles envahissants du développement, tels qu'ils étaient définis dans le DSM-IV.

## Critiques
En 2004, Laurent Mottron a critiqué les critères diagnostiques du syndrome sémantique pragmatique, estimant que la pose de ce diagnostic s'effectue au détriment du diagnostic du syndrome d'Asperger, particulièrement en France : « les milieux de santé français tardent à reconnaître les troubles envahissants du développement sans déficience intellectuelle, alors que cette catégorie est reconnue dans les milieux scientifiques depuis la fin des années quatre-vingt. Ce retard se manifeste par une réticence, en présence d’une personne d’intelligence normale, à poser le diagnostic d'autisme ou celui de syndrome d'Asperger, au profit de diverses appellations comme « traits autistiques », « psychoses infantiles » ou « syndrome sémantique pragmatique » ». D'après lui, les personnes qui se sont présentées dans sa clinique de Montréal avec ce diagnostic ont toutes pu être requalifiées comme autistes ou Asperger, car « ils satisfaisaient sans ambiguïté les critères de ces diagnostics ».